# Franco Testa
Pour les articles homonymes, voir Testa.
Franco Testa (né le 7 février 1938 à Padoue et mort le 22 juin 2025 à Trévise) est un coureur cycliste italien. Il est médaillé olympique à Rome puis à Tokyo. 

## Carrière
Lors des Jeux olympiques de 1960 à Rome, il remporte la médaille d'or de la poursuite par équipes avec Luigi Arienti, Mario Vallotto et Marino Vigna. Il s'agit du dernier triomphe d'un quatuor « azzurri » avant le succès de Tokyo 2020 mené par Filippo Ganna, Francesco Lamon, Simone Consonni et Jonathan Milan.
Quatre ans plus tard, aux Jeux de Tokyo de 1964, il remporte la médaille d'argent dans cette discipline avec Cencio Mantovani, Carlo Rancati et Luigi Roncaglia, après une défaite en finale face à l'Allemagne. La même année, il remporte également l'argent aux championnats du monde de 1964 à Paris, aux côtés d'Attilio Benfatto, de Mantovani et de Rancati.
Un an plus tard, il devient professionnel, mais sa carrière ne dure que quelques saisons car il ne gagne pas assez pour vivre. Il ouvre finalement une boucherie à Mogliano Veneto.
En 2015, il reçoit la médaille d'or du CONI pour le mérite sportif, la plus haute distinction du sport italien. Il meurt le 22 juin 2025, à 87 ans.

## Palmarès

### Jeux olympiques
- Rome 1960
  -  Champion olympique de poursuite par équipes (avec Luigi Arienti, Mario Vallotto et Marino Vigna)
- Tokyo 1964
  -  Médaillé d'argent de la poursuite par équipes (avec Cencio Mantovani, Carlo Rancati et Luigi Roncaglia)

### Championnats du monde
- Paris 1964
  -  Médaillé d'argent de la poursuite par équipes amateurs

### Jeux méditerranéens
- Beyrouth 1959
  -  Médaillé d'argent de la poursuite individuelle

### Championnats nationaux
- 1959
  -  Champion d'Italie de poursuite amateurs
  -  Champion d'Italie de poursuite par équipes amateurs
- 1960
  -  Champion d'Italie de poursuite amateurs
- 1961
  -  Champion d'Italie de poursuite amateurs
- 1962
  -  Champion d'Italie de poursuite amateurs
- 1965
  - 2e du championnat d'Italie de poursuite